# Epidesmia chilonaria
Epidesmia chilonaria là một loài bướm đêm thuộc họ Geometridae. Nó được tìm thấy ở tây nam quarter của Úc.
Ấu trùng ăn các loài Eucalyptus và Callistemon.

## Hình ảnh

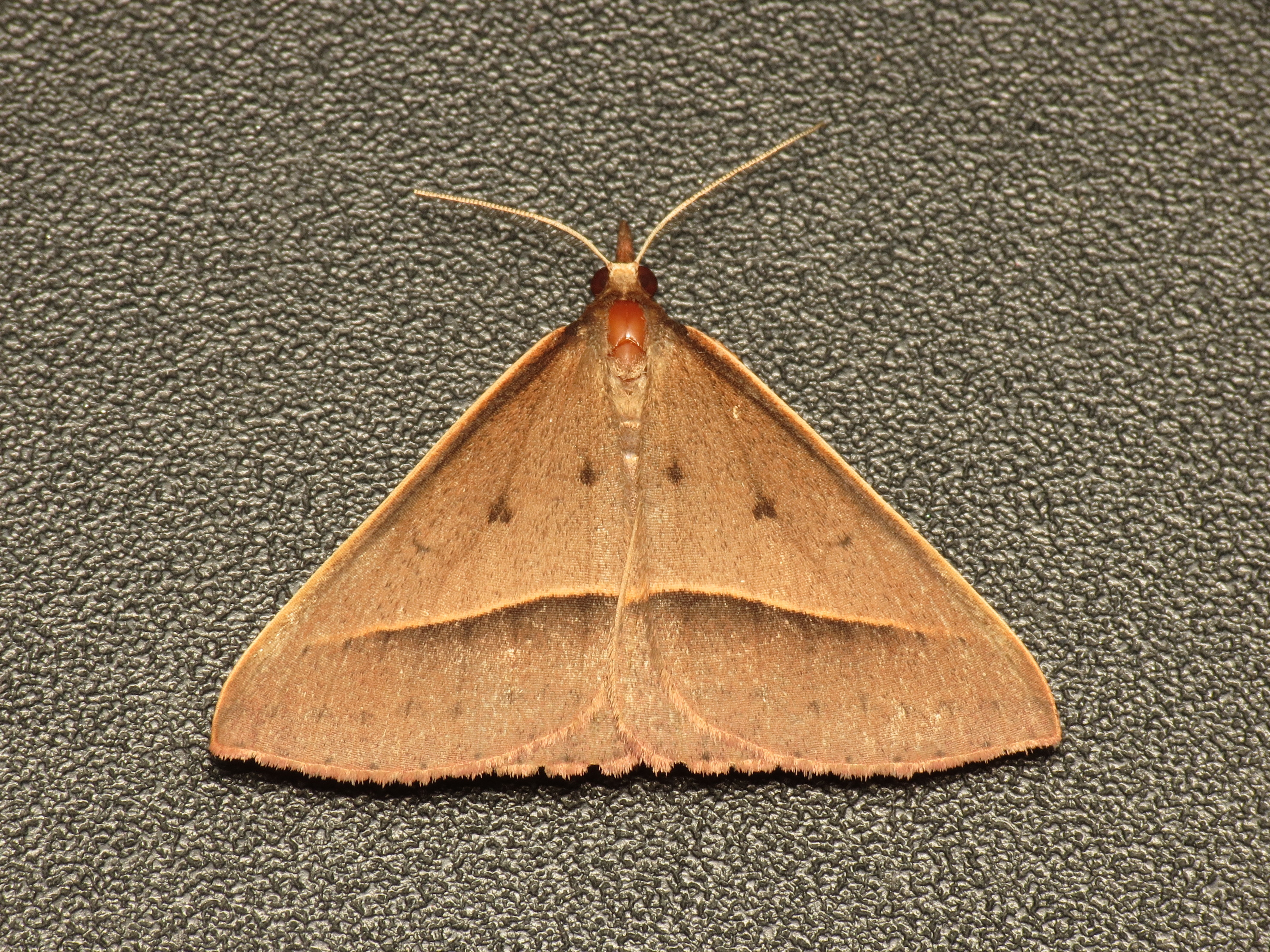
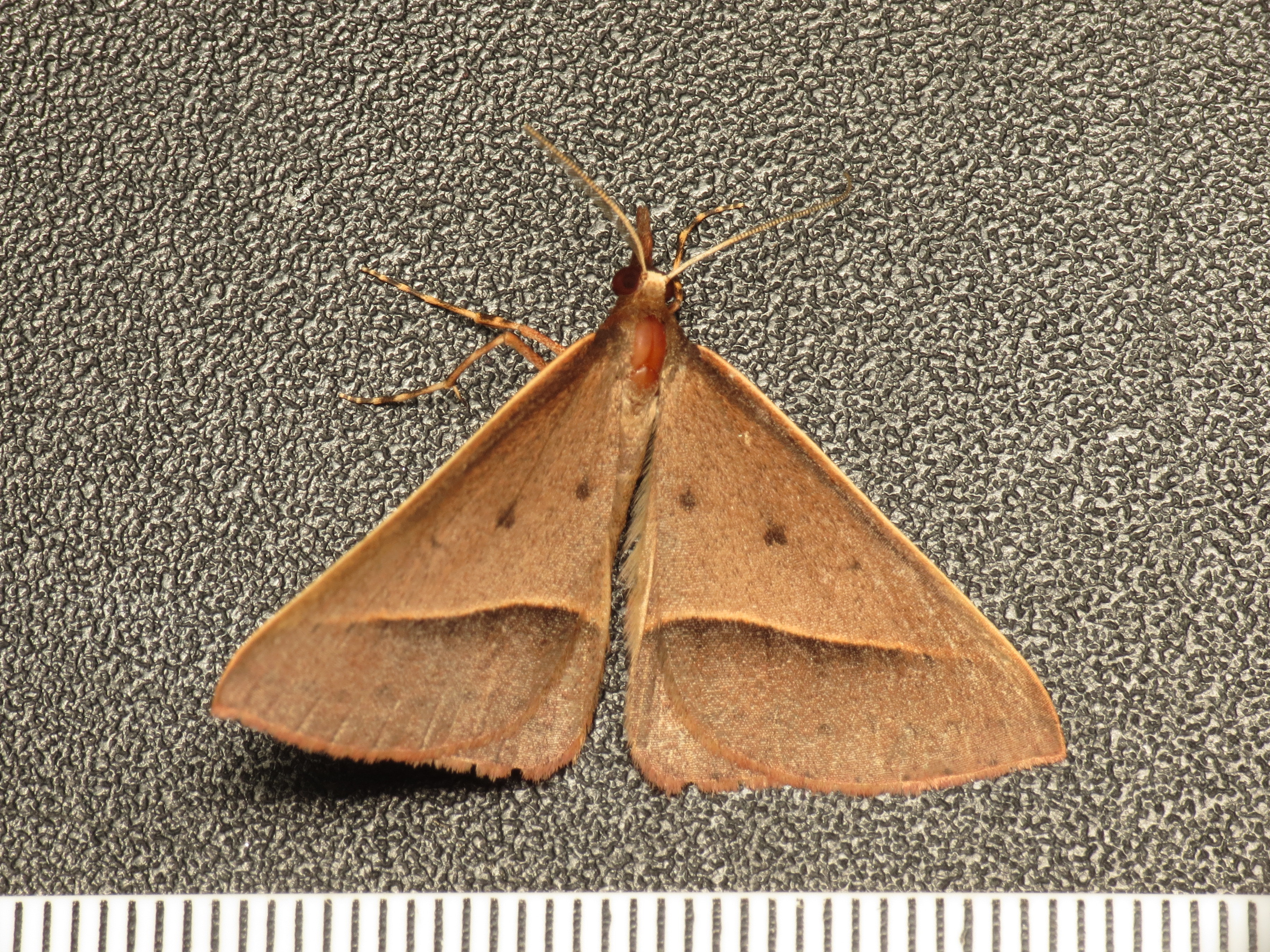
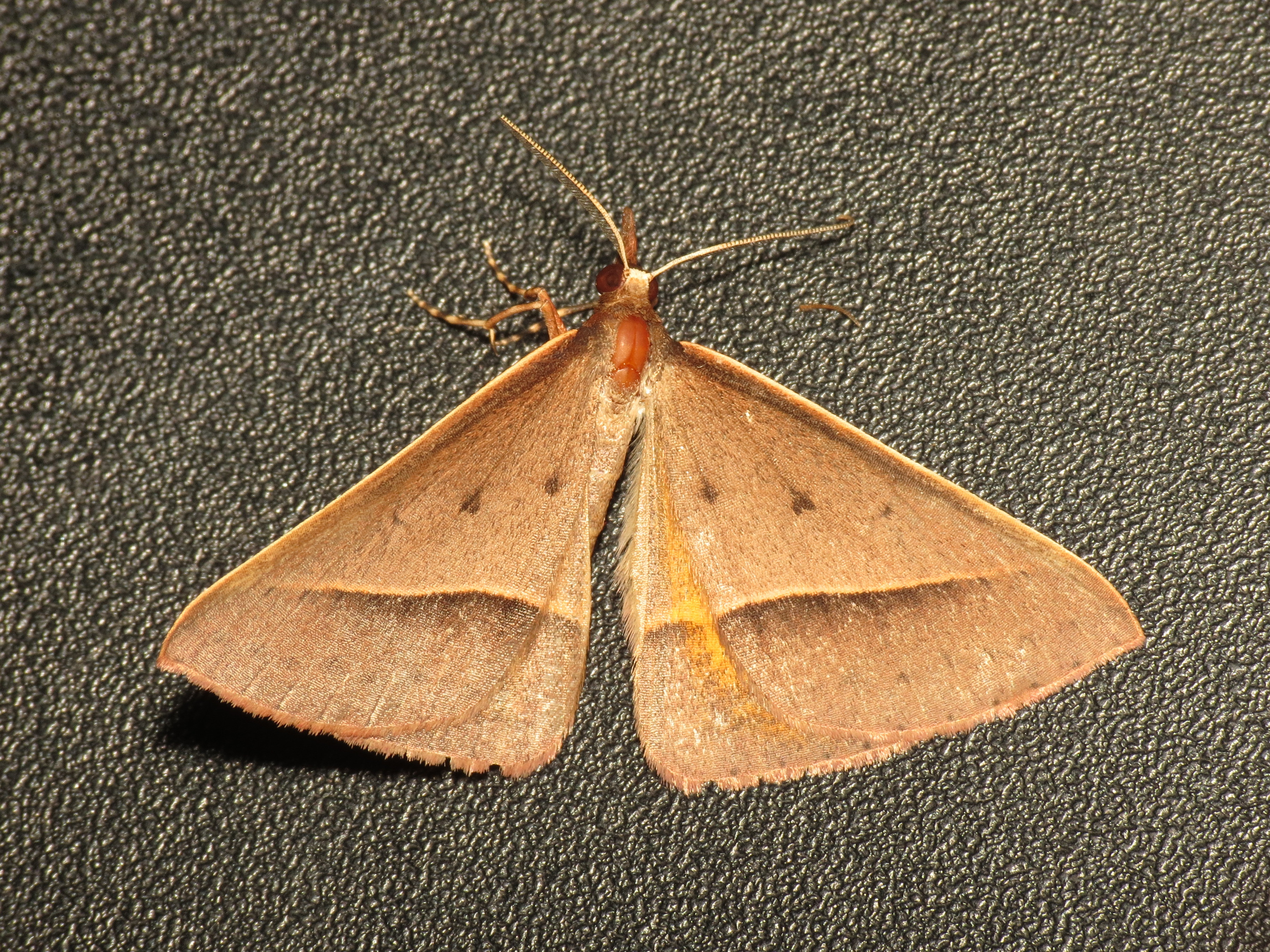
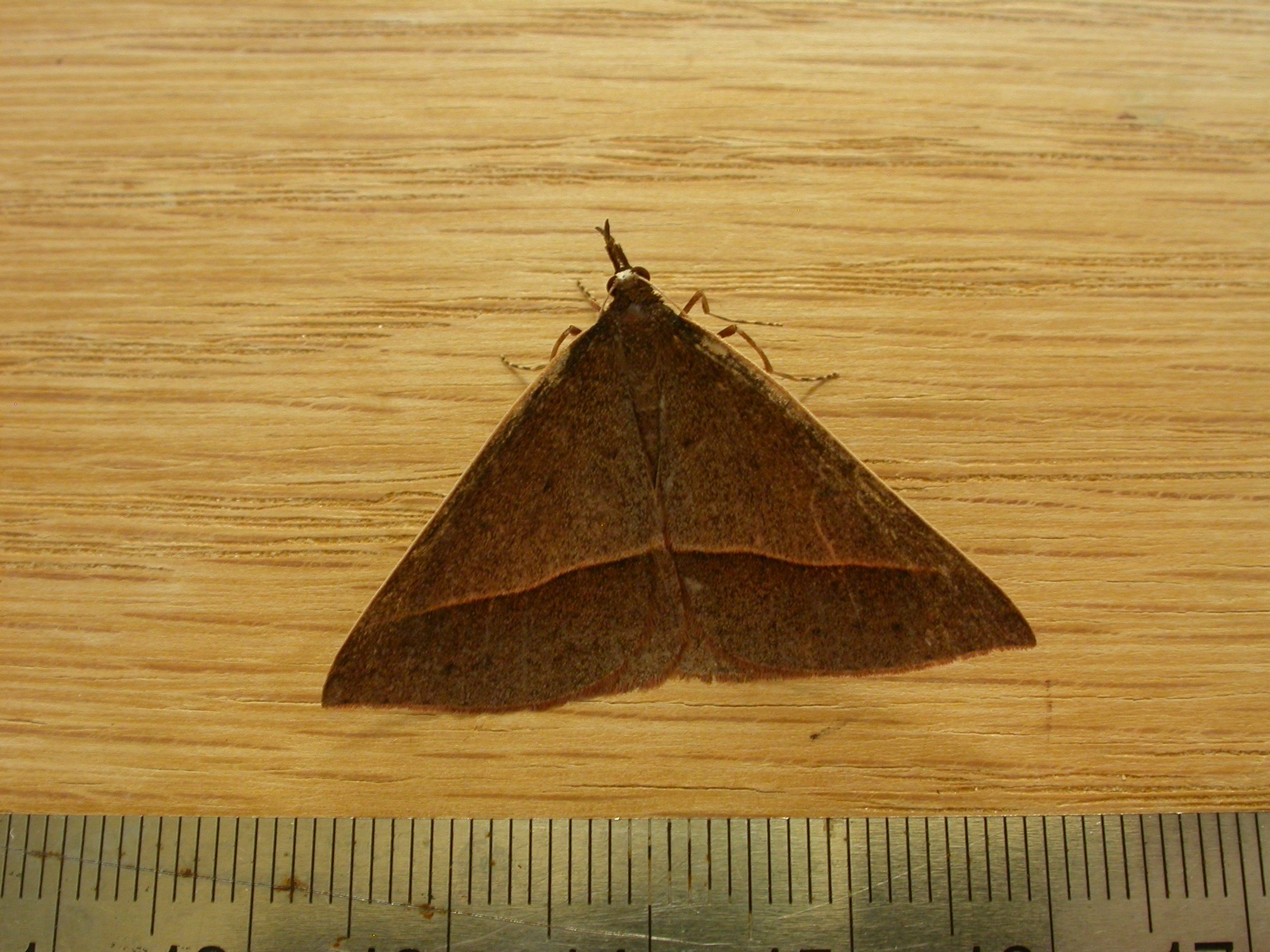